# Барнсвилл (город, Миннесота)
Барнсвилл (англ. Barnesville) — город в округе Клей, штат Миннесота, США. На площади 5,5 км² (5,4 км² — суша, водоёмов нет), согласно переписи 2002 года, проживают 2173 человека. Плотность населения составляет 398,8 чел./км².
Через город проходит межштатная автомагистраль I-94.
- Телефонный код города — 218
- Почтовый индекс — 56514
- FIPS-код города — 27-03574[1]
- GNIS-идентификатор — 0639637[2]